# Tsuyama
Tsuyama (津山市?, Tsuyama-shi) è una città giapponese della prefettura di Okayama.
Nel 1938 fu lo scenario di una strage tra le più importanti dell'epoca: lo spree killer Mutsuo Toi, ventunenne, uccise trenta persone in quello che è ricordato come massacro (o incidente) di Tsuyama.
Il 28 febbraio del 2005, la città di Tsuyama è stata fusa insieme alla città di Kamo (distretto di Tomata), alla città di Shōboku (dal distretto di Katsuta), alla città di Kume (dal distretto di Kume) e al villaggio di Aba.